# Dear (D-SHADEのアルバム)
『Dear』（ディア）は、日本のロックバンド、D-SHADEの2枚目のインディーズ・アルバム。

## 概要
インディーズ・ラストアルバムは5曲入りのミニ・アルバム。

## 収録曲
全作曲：KEN
1. ALONE (Album Version) (3:53)
作詞:D-SHADE
後に6thシングルとしてリメイク。
2. マリア (2:39)
作詞:HIBIKI・KEN
3. Knock on me (4:13)
作詞:KEN・HIBIKI
4. Dear...my love (5:46)
作詞:KEN
後に7thシングルとしてリメイク。
5. WISH (4:44)
作詞:HIBIKI・KEN